# 고민우
고민우(2000년 12월 18일 ~ )는 대한민국의 축구 선수로, 포지션은 센터백이다. 현재 K리그2 안산 그리너스 FC 소속이다.